# Theodor Schönemann
Theodor Schönemann (* 4. April 1812 in Driesen, Friedebergischer Kreis; † 16. Januar 1868 in Brandenburg an der Havel) war ein deutscher Mathematiker.

## Leben und Werk
Schönemann studierte an der Friedrich-Wilhelms-Universität Berlin, unter anderem Mathematik bei Jakob Steiner, mit dem er auch später in Verbindung stand, an der Albertus-Universität Königsberg (wo er Carl Gustav Jacobi hörte) und am Gewerbeinstitut Berlin. Er wurde in Berlin 1842 promoviert und ging 1842 als Lehrer an das Gymnasium in Brandenburg an der Havel, wo er Oberlehrer und Professor wurde.
Er veröffentlichte über Zahlentheorie (besonders in Crelle’s Journal) und Mechanik mit Anwendungen in der Technik, zum Beispiel zur Brückenwaage und der Verwendung von Hebelmechanismen für Messungen bei Stößen, von Trägheitsmomenten und Geschwindigkeiten schnell bewegter Körper. Zuletzt veröffentlichte er 1858 eine Arbeit über den Druck in einer Flüssigkeit am Austritt zu einer Kapillarröhre.
In der Zahlentheorie fand er das Reziprozitätsgesetz von Scholz für quadratische Reste in reellen quadratischen Zahlkörpern schon 1839 (lange vor Scholz 1929), das Eisensteinkriterium vor Gotthold Eisenstein und das Lemma von Hensel lange vor Kurt Hensel. Es war sogar noch Anfang des 20. Jahrhunderts üblich, das Eisensteinkriterium nach Schönemann und Eisenstein zu benennen, doch scheint sich später die Darstellung bei Bartel Leendert van der Waerden in dessen Moderne Algebra durchgesetzt zu haben, der es nur nach Eisenstein benennt. Schönemann selbst wies 1850 in Crelle´s Journal noch einmal ausdrücklich auf seine Priorität gegenüber Eisenstein hin (und dass sein Beweis nicht wesentlich verschieden von dem von Eisenstein sei). In seiner Arbeit von 1846 versucht er nach eigenen Angaben, an die unveröffentlichten Untersuchungen von Gauß über allgemeine Theorie der Gleichungen in der Kongruenzarithmetik anzuknüpfen, auf die dieser in den Disquisitiones Arithmeticae verweist.
Er war auch mit seinen Untersuchungen über Kongruenzen von Funktionen einer der Pioniere der Theorie der Endlichen Körper (später Galois-Körper genannt), veröffentlicht 1846, unabhängig von Evariste Galois und Carl Friedrich Gauß. Er befasste sich auf Veranlassung von Carl Gustav Jacobi auch mit der Galois-Theorie und füllte einige Lücken in der Darstellung von Galois (1853). Nach Karl-Heinz Schlote drang er allerdings nicht sehr tief in die dahinterliegenden algebraischen Strukturen ein, wie dies um die gleiche Zeit Leopold Kronecker tat.
Peter Gustav Lejeune Dirichlet empfahl ihn 1853 dem Ministerium für weitere Förderung.
Sein Sohn P. Schönemann war Gymnasialoberlehrer in Soest.

## Schriften
- Theorie der symmetrischen Functionen der Wurzeln einer Gleichung. Allgemeine Sätze über Congruenzen nebst einigen Anwendungen derselben, Journal für die reine und angewandte Mathematik, Band 19, 1839, S. 231–243, 289–308 Teil 1, SUB GDZ, Teil 2, SUB Göttingen GDZ
- Die geometrischen Constructionen der ebenen und konischen Rad- und Zahnkurven, Berlin 1841
- Ueber die Congruenz x² + y² ≡ 1 (mod p) (Theorie der trigonometrischen Functionen in Bezug auf Congruenzen), Journal für die reine und angewandte Mathematik 19, 1839, S. 93–112, SUB Göttingen GDZ
- Grundzüge einer allgemeinen Theorie der höheren Congruenzen, deren Modul eine reelle Primzahl ist, J. reine angewandte Math., Band 31, 1846, S. 269–325, SUB Göttingen GDZ
  - zuerst 1844 als Grundzüge einer allgemeinen Theorie der höheren Congruenzen, deren Modul eine reelle Primzahl ist, Jahresbericht über das Vereinigte Alt- und Neustädtische Gymnasium zu Brandenburg a.H., Jahrgang 1842/44, SUB Göttingen GDZ
- Von denjenigen Moduln, welche Potenzen von Primzahlen sind, Journal für die reine und angewandte Mathematik, Band 32, 1846, S. 93–105, SUB Göttingen GDZ (Fortsetzung des Aufsatzes aus Band 31, S. 269, s. o.)
- Das Horizontal-Dynamometer und seine Anwendung auf die Mechanik, Berlin: Müller 1864
- Theorie und Beschreibung einer neuen Brücken-Wage, Denkschriften der Math.-Naturwiss. Klasse der  k. k. Akademie der Wissenschaften, Wien, Band 8, 1855
- Über die Beziehungen, welche zwischen den Wurzeln irreductibeler Gleichungen stattfinden, insbesondere wenn der Grad derselben eine Primzahl ist, Denkschriften k. k. Akademie der Wissenschaften, Math.-Naturwiss. Klasse, 1853
- Ueber die Bewegung veränderlicher ebener Figuren, welche während der Bewegung sich ähnlich bleiben in ihrer Ebene, Jahresbericht über das Vereinigte Alt- und Neustädtische Gymnasium zu Brandenburg a.H., Jahrgang 1861/62, Digitale Sammlungen ULB Düsseldorf[13]
- Eine Abhandlung über den Verschiebungsrahmen,  Jahresbericht über das Vereinigte Alt- und Neustädtische Gymnasium zu Brandenburg a.H., Jahrgang 1853/54, Digitale Sammlungen ULB Düsseldorf